# Virtual Sex
Virtual Sex — один из первых сборников детройтского техно, который вышел в Европе в 1993 году.

## Об альбоме
Детройтское техно никогда не имело коммерческого успеха в родном Детройте, и не удивительно, что самые удачные сборники с музыкой детройтских артистов выходили в Европе. Одним из первых сборников подобного рода стал «Virtual Sex», который вышел в 1993 году на бельгийском лейбле Buzz. Опасаясь провала, лейбл выпустил сборник ограниченным тиражом — всего 1000 экземпляров, причём в комплекте с каждым экземпляром шли 3D-очки.
Понятие «intelligent techno», которое активно продвигал в то время английский лейбл Warp Records с помощью своей серии «Artifical Intellegence», в то время массы интересовало мало, и сборник прошёл незамеченным. Хотя именно по трек-листу этого сборника вполне можно было сказать, «кто есть кто в „умной электронике начала девяностых“». Стейси Пуллен (англ. Stacey Pullen), Штефан Робберс (англ. Stefan Robbers), Кирк Деджорджио (англ. Kirk Degorgio) под псевдонимом As One и англичане B12. Здесь же можно найти действительно классические работы Rhythim Is Rhythim «Icon», Карла Крэйга «At Les» (получивший название по имени своей подружки Лесли) и прекрасная «Tedra» от Кэнни Ларкина (англ. Kenny Larkin).
Все треки, которые присутствуют на этом сборнике, считаются классикой жанра, а сам сборник, несмотря на переиздание, которое произошло несколько лет назад, считается раритетом.

## Список композиций
1. Bango — Mystical Adventures (Mystic Mix) — 6:05
2. Neuropolitique — Bananagate — 6:30
3. Stefan Robbers — Foreign Dimensions — 6:08
4. As One — Shambala — 5:23
5. Rhythim Is Rhythim — Icon (Montage Mix) — 8:46
6. Redcell — In Version — 4:00
7. Carl Craig — At Les — 8:08
8. Lark — Tedra — 5:46

## Используемая литература
- Mothersole, D. — Buried Treasure//Muzik magazine — № 58, 2000; 116; ISSN 1358-541X